# Давыдов, Ладо Шириншаевич
Ладо́ (Владимир) Ширинша́евич Давы́дов (18 августа 1924, Орджоникидзе, СССР — 30 июля 1987, Москва, СССР) — разведчик, участник Великой Отечественной войны, Герой Советского Союза (1944).
Ладо Давыдов является одним из двух ассирийцев в мире, удостоенных звания Героя Советского Союза.

## Биография
Родился 18 августа 1924 года в городе Орджоникидзе (ныне Владикавказ) Северо-Осетинской АССР. Ассириец (представитель селения Диз).
Окончил 4 класса, затем работал на кожевенном заводе.
В Красную Армию пошёл в августе 1942 года добровольцем. Служил в 255-й бригаде морской пехоты (255-я Таманская дважды Краснознамённая орденов Суворова и Кутузова морская стрелковая бригада).
Разведчик 210-й отдельной разведывательной роты (306-я стрелковая дивизия, 43-я армия, 1-й Прибалтийский фронт) Ладо Давыдов в боях за освобождение Витебской области (лето 1944) с группой разведчиков переправился через реку Западная Двина. В бою за деревню Шарыпино захватил штабные документы и уничтожил несколько солдат и офицеров противника.
Цитата из книги мемуаров «Так шли мы к победе» маршала Баграмяна:

«…находившийся в районе форсирования начальник оперативного отдела штаба 43-й армии полковник Турантаев, сам слывший храбрым офицером, после возвращения на командный пункт армии с восторгом рассказывал об исключительно высоком боевом порыве всех бойцов и командиров, начавших переправу под ураганным огнём противника. Он рассказал, что 179-я и 306-я стрелковые дивизии преодолели реку и захватили плацдарм в 13 километрах северо-восточное Бешенковичей. Особо отличились бойцы разведывательной роты 306-й стрелковой дивизии под командованием капитана Гусева.
Первой на противоположный берег переправилась группа бойцов под командованием Ладо Шириншаевича Давыдова. Разведчики стремительно высадились на берег и атаковали деревню Шарыпино, в которой расположился штаб немецкого полка. Уничтожив несколько десятков фашистов, воины организовали оборону, отбили все атаки немцев и обеспечили форсирование реки остальными силами разведроты и передовыми батальонами дивизии».

После войны был демобилизован, жил в Москве. Работал на обувной фабрике «Объединённый труд», где получил звание ударника Коммунистического труда, затем работал мастером по ремонту обуви на Ярославском вокзале.
Умер в 1987 году. Похоронен в Москве на Пятницком кладбище.

### Семья
- Жена — Вартануш (Татьяна) Николаевна, ассирийка, происходила из селения Диз.
- Дочери — Рита и Людмила.

## Награды
- Звание Героя Советского Союза присвоено 22 июля 1944 года с вручением ордена Ленина и медали «Золотая Звезда» (№ 4147)[2].
- Награждён орденами Ленина, Отечественной войны 1-й степени и медалями, среди которых «За отвагу».
- Почётный гражданин села Урмия Курганинского района Краснодарского края.